# Hommersåk
Hommersåk är en tätort i Sandnes kommun, Rogaland fylke i Norge. Tätorten hade 6 681 i invånarantal 1 januari 2022.